# Saša Mrkić
Saša Mrkić (Niš, 16 dicembre 1967) è un allenatore di calcio ed ex calciatore serbo, di ruolo difensore.
Vanta 4 incontri in Coppa UEFA.